# Cordia goeldiana
Cordia goeldiana là loài thực vật có hoa trong họ Mồ hôi. Loài này được Huber mô tả khoa học đầu tiên năm 1910.